# Calypso (1907)
Calypso (Q48) – francuski okręt podwodny z początku XX wieku, druga zamówiona jednostka typu Circé. Została zwodowana 22 października 1907 roku w stoczni Arsenal de Toulon, a do służby w Marine nationale weszła w 1909 roku. Okręt zatonął 7 lipca 1914 roku, po zderzeniu z bliźniaczą jednostką „Circé”.

## Projekt i budowa
„Calypso” zamówiona została 8 października 1904 roku na podstawie programu rozbudowy floty francuskiej z 1904 roku. Jednostkę zaprojektował inż. Maxime Laubeuf, powiększając swój poprzedni projekt (Aigrette) i dostosowując go do napędu dwuśrubowego.
„Calypso” zbudowana została w Arsenale w Tulonie. Stępkę okrętu położono w 1905 roku, a zwodowany został 22 października 1907 roku. Nazwa nawiązywała do mitologicznej nimfy – Kalipso.

## Dane taktyczno–techniczne
„Calypso” była średniej wielkości okrętem podwodnym o konstrukcji dwukadłubowej. Długość całkowita wynosiła 47,1 metra, szerokość 4,9 metra i zanurzenie 3 metry. Wyporność w położeniu nawodnym wynosiła 351 ton, a w zanurzeniu 491 ton. Okręt napędzany był na powierzchni przez dwa silniki Diesla MAN o łącznej mocy 630 koni mechanicznych (KM). Napęd podwodny zapewniały dwa silniki elektryczne Hillairet-Huguet o łącznej mocy 460 KM. Dwuśrubowy układ napędowy pozwalał osiągnąć prędkość 11,9 węzła na powierzchni i 7,7 węzła w zanurzeniu. Zasięg wynosił 2160 Mm przy prędkości 8 węzłów w położeniu nawodnym oraz 98 Mm przy prędkości 3,5 węzła pod wodą (lub 44 Mm przy prędkości 5,1 węzła). Dopuszczalna głębokość zanurzenia wynosiła 40 metrów.
Okręt wyposażony był w sześć zewnętrznych wyrzutni torped kalibru 450 mm (w tym dwie zewnętrzne systemu Drzewieckiego), z łącznym zapasem 6 torped. Uzbrojenie artyleryjskie stanowiło działo pokładowe kal. 47 mm M1902 L/50. Załoga okrętu składała się z 22 oficerów, podoficerów i marynarzy.

## Przebieg służby
„Calypso” została wcielona do służby w Marine nationale w 1909 roku. Jednostka otrzymała numer taktyczny Q48. „Calypso” pełniła służbę przed wojną na Morzu Śródziemnym. 7 lipca 1914 roku na redzie Tulonu okręt zderzył się przypadkowo z bliźniaczą „Circé” i zatonął.